# Christian Tester
Christian Tester (* 30. August 1850 in Parpan; † 8. Juli 1918 in Horn TG) war ein Schweizer reformierter Geistlicher und Schriftsteller.

## Leben
Christian Tester wurde als Sohn eines aus Safien stammenden Pfarrers am 30. August 1850 in Parpan im Kanton Graubünden geboren. Nach dem Besuch der Kantonsschule in Chur, St. Gallen und Basel, studierte er  Theologie an der Universität Zürich.  Am 30. Juni 1873 wurde er in Flims in die evangelisch-rätische Synode aufgenommen. Weil er damit im Freistaat der  Drei Bünde als Pfarrer tätig sein durfte, übernahm er noch im gleichen Jahr die Pfarrstellen von Nufenen GR und Medels im Rheinwald. 1875 wechselte er nach Bussnang, blieb dort bis 1893 und war Pfarrer in Rorschach. Dort wurde eine neue Kirche erbaut, die Tester am 5. Juni 1904 einweihte. Zum Dekan des Domkapitels in St. Gallen-Stadt 1905 gewählt, wurde er im Folgejahr als Redakteur des Religiösen Volksblatts eingestellt. 1911 verliess er die Redaktion und trat im folgenden Jahr in den Ruhestand, den er in Horn verbrachte. Am 8. Juli 1918 verstarb Tester dort im Alter von 67 Jahren.

## Werke
- Ins Reich (Zürich 1901)
- Unter den Adlernestern. Erlebtes und Geschautes aus den Bergtälern Rheinwald und Safien (Rorschach 1912)
- Wo die Berghirsche schreien. Das Prättigau, Einfälle und Ausfälle (Leipzig 1916)
- Beim wilden Mann. Davoser-Kapitel für Wild und Zahm (Weinfelden 1917)
- Sprünge und Seitensprünge im Streifgebiet des Steinbocks. Chur und Umgebung (Weinfelden 1918)
- Im Zickzackflug durch die Schweiz (Weinfelden 1922)